# Die Wolke – Tschernobyl und die Folgen
Die Wolke – Tschernobyl und die Folgen ist ein deutscher Dokumentarfilm, der im Jahr 2010 für den Mitteldeutschen Rundfunk produziert wurde und anlässlich des 25. Jahrestages der Katastrophe von Tschernobyl am 26. April 2011 erstmals gezeigt werden sollte. Aufgrund der Nuklearkatastrophe von Fukushima nach dem schweren Tōhoku-Erdbeben in Japan nur wenige Wochen zuvor am 11. März 2011 wurde das Werk jedoch schon einen Tag später am 12. März 2011 zur besten Sendezeit des Samstagabends als 45-minütige Kurzfassung in das Programm Das Erste der ARD genommen. In voller Länge wurde es dann, ebenfalls in Abänderung der geplanten Programme, am 16. März 2011 auf Arte und am 19. März erneut auf Arte und im MDR Fernsehen ausgestrahlt. Er war erst zwei Wochen vor der Erstsendung fertiggestellt worden. 2012 war der Film für den Grimme-Preis nominiert.

## Inhalt
Der Film zeigt „im steten Wechsel zwischen Archivaufnahmen und aktuellen – teils reumütigen – Interviews damaliger Protagonisten, wie die Verstrahlungsgefahr in der Bundesrepublik überwiegend heruntergespielt, in der DDR totgeschwiegen und in Frankreich sogar wochenlang lächerlich gemacht wurde“. Archivaufnahmen zeigen zum Beispiel den damaligen Bundesinnenminister Friedrich Zimmermann, Bundesminister für besondere Aufgaben und Chef des Bundeskanzleramtes Wolfgang Schäuble, Rita Süssmuth, 1986 Bundesgesundheitsministerin, und Joschka Fischer, damals Umweltminister in Hessen und erster grüner Minister in Deutschland. Süssmuth und Fischer kommen in aktuellen Interviews erneut zu Wort, außerdem andere Persönlichkeiten aus Wirtschaft, Wissenschaft oder Sport, so Klaus Knizia, Klaus Kocks, Edmund Lengfelder, Alexander Kaul, Sebastian Pflugbeil und Olaf Ludwig.
Neben prominenten Personen werden weithin unbekannte Zeitzeugen befragt wie Cornelia Stadler von der in der alten BRD entstandenen Organisation Mütter gegen Atomkraft oder Otto Zöllner, der als einziger einer DDR-Arbeitskolonne überlebte, die kontaminierte, an der innerdeutschen Grenze abgewiesene Lkws vor ihrem Grenzübertritt zu reinigen hatte, außerdem eine Mutter aus Berlin, die kurz vor dem Unglück schwanger geworden war und dann ein behindertes Kind zur Welt brachte. Schließlich kommen bei den Interviews eine Biologin und ein Physiker aus Frankreich sowie ein Arzt aus Korsika mehrfach zu Wort.

## Kritik
„Eigentlich ist der 90-Minüter Die Wolke ein klassischer Jubiläumsfilm, geplant zum Jahrestag des Super-GAUs von Tschernobyl am 26. April 1986. Und er hat doch, entworfen von der auch durch sorgfältige Kinoarbeiten (‚Danach hätte es schön sein müssen‘) bekannten Dokumentaristin, so gar nichts von einer Pflichtübung. (…) Einigen Raum schenkt der Film dem gewesenen Staatsmann Joschka Fischer, der hoch unterhaltsam zurückblickt (…) Aber er zeigt eben auch – und das gibt der Recherche Substanz – den letzten Überlebenden der stark strahlenbelasteten VEB-Kolonne, die damals im thüringischen Mühlhausen ‚ohne Schutzkleidung, mit Wasserschlauch und Bürste‘ eben jene Lastwagen vor der erneuten Fahrt nach Westen abwaschen musste.“